# Larne FC
A Larne FC egy északír labdarúgócsapat, amely jelenleg az északír első osztályban szerepel. A klubot 1889-ben alapították, székhelye Larne városában található. Hazai mérkőzéseit a 3 000 néző befogadására alkalmas Inver Parkban játssza. A klub színei a piros és a fehér.

## Sikerlista
NIFL Premiership
- Bajnok (2): 2022–23, 2023-24

NIFL Championship
- Feljutó (1): 2018–19

## A nemzetközi kupasorozatokban
| Szezon  | Kupasorozat      | Forduló         | Ellenfél          | Hazai pályán elért eredmény | Idegenben elért eredmény | Összesített eredmény |  |
| ------- | ---------------- | --------------- | ----------------- | --------------------------- | ------------------------ | -------------------- |  |
| 2021–22 | Konferencia Liga | 1. selejtezőkör | Bala Town         | 1–0                         | 1–0                      | 2–0                  |  |
| 2021–22 | Konferencia Liga | 2. selejtezőkör | Aarhus            | 2–1                         | 1–1                      | 3–2                  |  |
| 2021–22 | Konferencia Liga | 3. selejtezőkör | Paços de Ferreira | 1–0                         | 0–4                      | 1–4                  |  |
| 2022–23 | Konferencia Liga | 1. selejtezőkör | St. Joseph’s      | 0–1                         | 0–0                      | 0–1                  |  |
| 2023–24 | Bajnokok Ligája  | 1. selejtezőkör | HJK Helsinki      | 2–2 (h.u.)                  | 0–1                      | 2–3                  |  |
| 2023–24 | Konferencia Liga | 2. selejtezőkör | Ballkani          | 1–4                         | 0–3                      | 1–7                  |  |

## Külső hivatkozások
- Hivatalos weboldal